# Domenico Lo Faso Pietrasanta

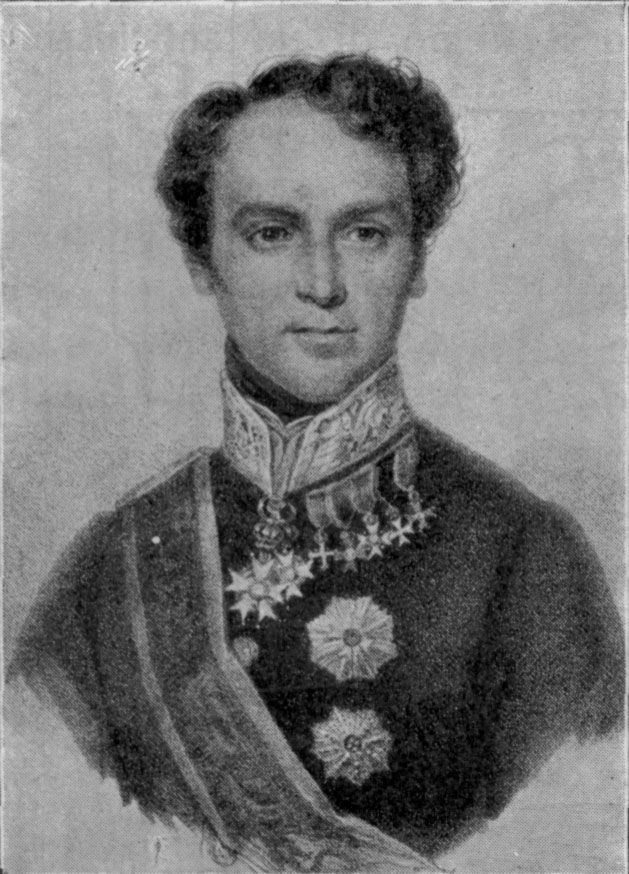
Domenico Lo Faso Pietrasanta

Domenico Lo Faso Pietrasanta (* 21. Februar 1783 in Palermo; † 15. Februar 1863 in Florenz) war Herzog von Serradifalco auf Sizilien.
Unter dem Namen „Serradifalco“ war er einer der bedeutendsten Archäologen Siziliens seiner Zeit. Er führte zahlreiche Ausgrabungen durch und verfasste ein fünfbändiges Werk über die antiken Stätten Siziliens unter dem Titel „Antichità della Sicilia“.
1838 wurde er in die American Academy of Arts and Sciences gewählt. 1836 wurde er zum Ehrenmitglied der Preußischen und 1842 zum Ehrenmitglied der Bayerischen Akademie der Wissenschaften ernannt.

## Werke
- Domenico Lo Faso Pietrasanta di Serradifalco: Antichità della Sicilia,
  - Bd. 1, Palermo 1834 Digitalisat, UB Heidelberg,  in der Deutschen Digitalen Bibliothek,
  - Bd. 2, Antichità di Selinunte, Palermo 1834 Digitalisat, UB Heidelberg,  in der Deutschen Digitalen Bibliothek,
  - Bd. 3, Antichità di Agragante, Palermo 1836 Digitalisat, UB Heidelberg,  in der Deutschen Digitalen Bibliothek,
  - Bd. 4, Antichità di Siracusa e delle sue colonie, Palermo 1840 Digitalisat, UB Heidelberg,  in der Deutschen Digitalen Bibliothek,
  - Bd. 5, Antichità di Catana, Palermo 1842 Digitalisat, UB Heidelberg,  in der Deutschen Digitalen Bibliothek